# Marc Louis Benjamin Vautier
Pour les articles homonymes, voir Vautier.
Marc Louis Benjamin Vautier, dit l'Aîné, ou plus simplement Benjamin Vautier, est un peintre suisse né à Morges le 27 avril 1829 et mort le 25 avril 1898 à Düsseldorf. Établi dans la capitale du district de Düsseldorf de la province de Rhénanie, il en devient l’un des maitres de l’école locale de peinture de genre. Il est l’arrière-grand-père de l’artiste Ben (Benjamin Vautier).

## Notes biographiques

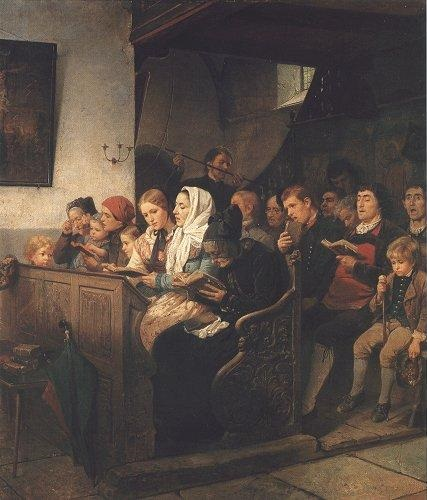
Fidèles à l'église du village 1858

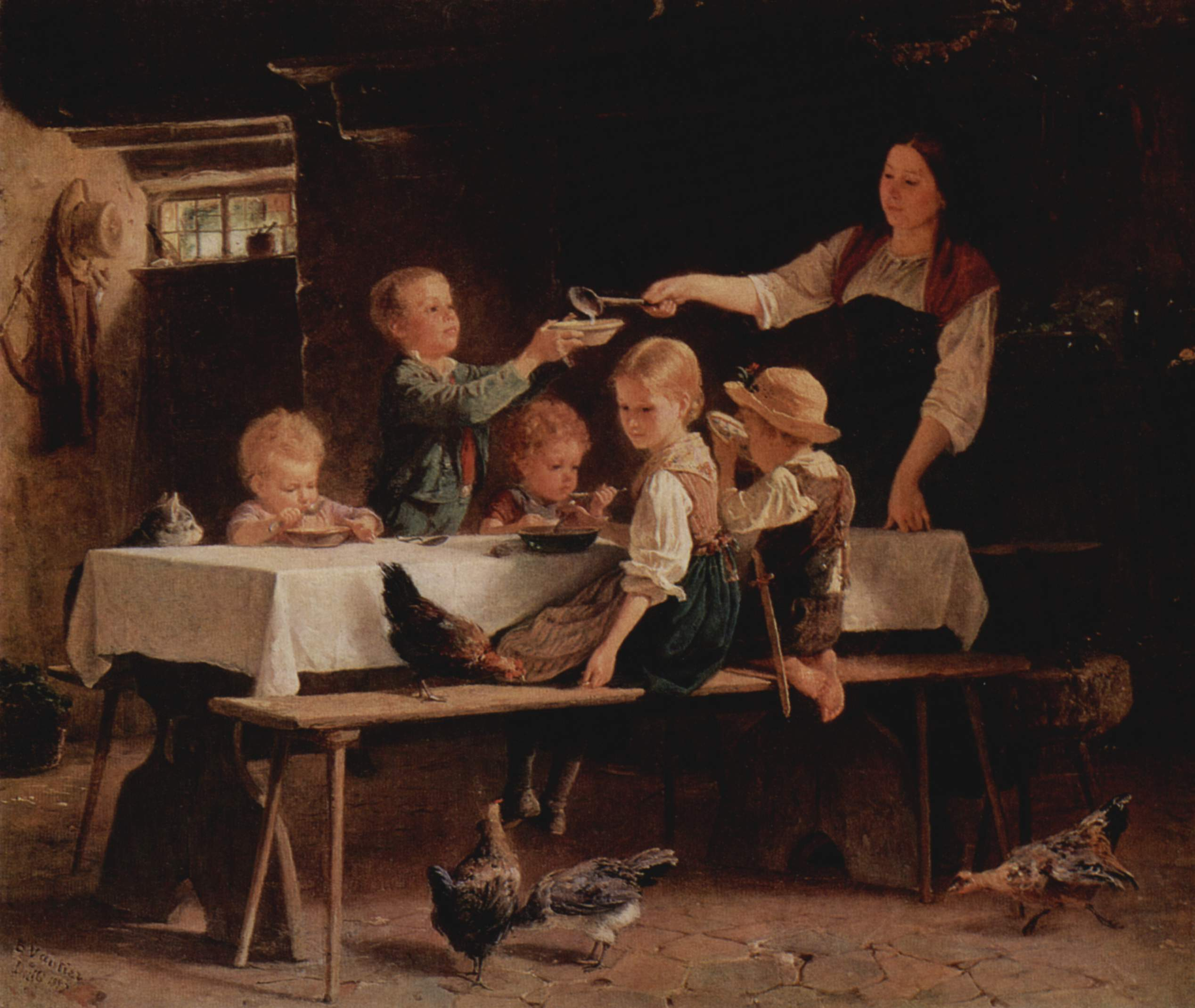
Enfants au repas de midi, 1857

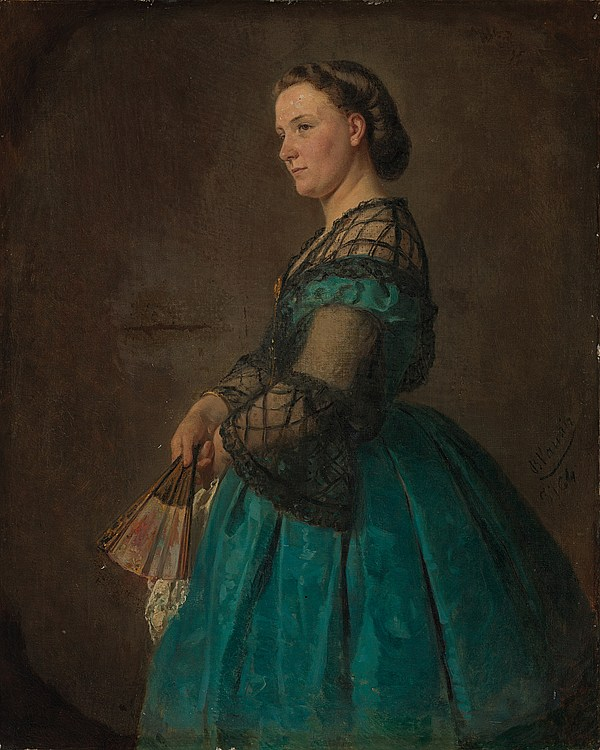
Bertha Vautier, 1864